# Енциклопедія центрів трикутника
Енциклопедія центрів трикутника (англ. The Encyclopedia of Triangle Centers; ETC) — база даних, що містить понад 32 тис. (Станом на  2019) «центрів трикутника» — точок, пов'язаних з геометрією трикутника. Базу підтримує професор математики університету Евансвілла Кларк Кімберлінг.
Кожна точка в списку ідентифікується порядковим номером у вигляді {\displaystyle X(n)}; наприклад, {\displaystyle X(1)} — інцентр. Інформація, що записується про центр трикутника, включає його трилінійні і барицентричні координати, також вказується зв'язок з лініями, на яких він лежить, і з іншими ідентифікованими точками. Для ключових точок є посилання на діаграми. Крім того, енциклопедія включає словник основних понять і термінів.
Кожна точка в базі даних має унікальну назву. Якщо вона не має особливої назви, пов'язаної з геометрією або з історією її появи, то як назву використовують назву зорі, наприклад, 770-у точку названо точкою Акамара.

Перші 10 точок в енциклопедії:
- {\displaystyle X(1)} — центр вписаного кола
- {\displaystyle X(2)} — центроїд
- {\displaystyle X(3)} — центр описаного кола
- {\displaystyle X(4)} — ортоцентр
- {\displaystyle X(5)} — центр кола дев'яти точок
- {\displaystyle X(6)} — точка Лемуана
- {\displaystyle X(7)} — точка Жергонна
- {\displaystyle X(8)} — точка Наґеля
- {\displaystyle X(9)} — центр еліпса Мандара
- {\displaystyle X(10)} — центр Шпікера

База даних підштовхнула фахівців і ентузіастів до створення низки подібних проєктів, наприклад, «Енциклопедії фігур, утворених чотирма точками або чотирма відрізками» і «Енциклопедії геометрії багатокутників».